# Xã Fountain, Quận Fillmore, Minnesota
Xã Fountain (tiếng Anh: Fountain Township) là một xã thuộc quận Fillmore, tiểu bang Minnesota, Hoa Kỳ. Năm 2010, dân số của xã này là 315 người.